# François Arago
Dominique François Jean Arago, född 26 februari 1786 i Estagel nära Perpignan, död 2 oktober 1853 i Paris, var en fransk astronom, fysiker och statsman, bror till Jacques och Étienne Arago, far till Emmanuel Arago.

## Vetenskaplig karriär
Arago examinerades från École polytechnique i Paris med utmärkta studieresultat och utnämndes därpå 1805 till sekreterare vid Bureau des Longitudes samt vid Parisobservatoriet. Sändes kort därpå till Formentera för att med Jean-Baptiste Biot fortsätta en av Delambre och Méchain emellan Dunkerque och Barcelona utförd meridianmätning för bestämmande av normalmeterns längd. Innan Arago hann avsluta detta uppdrag, utbröt krig mellan Spanien och Frankrike. Han blev då ansedd som spion och fängslad. Först 1809 återkom han till sitt hemland. 
Samma år, 1809, utnämndes han till ledamot av Franska vetenskapsakademien och till professor vid École polytechnique. Han utsågs till Fellow of the Royal Society of Edinburgh 1815 och Fellow of the Royal Society 1818. Tillsammans med Joseph Louis Gay-Lussac började han 1816 utgivningen av Annales de chimie et de physique samt blev 1830 direktör vid Paris-observatoriet. Detta år utsågs han till ständig sekreterare i vetenskapsakademien. År 1828 invaldes han som utländsk ledamot av Kungliga Vetenskapsakademien i Sverige. 
Mest berömd blev Arago för sina undersökningar om ljusets interferens och polarisering, om den elektriska strömmens magnetiska verkningar. 1824 upptäckte Arago att en kompassnål ovanför en roterande kopparskiva börjar rotera i samma riktning. Han kallade det för "rotationsmagnetism", något som senare förklarades av Michael Faraday med induktion. Han bidrog med många rön till att stödja Augustin Fresnels teori om ljuset som vågrörelse samt konstruerade en polarimeter och en fotometer.
Hans ekonomiska stöd, genom den franska vetenskapsakademien, till Louis Jacques Mandé Daguerre 1839, för uppfinningen av daguerreotypin fick stort inflytande på den vidare utvecklingen av fotograferingskonsten. Han har, som hedersbetygelser för sina vetenskapliga insatser, fått kratrar på jorden, månen och Mars uppkallade efter sig. Hans namn tillhör de 72 som är ingraverade på Eiffeltornet.

## Politisk karriär
Även i det politiska livet spelade Arago en betydande roll. 1831 blev han deputerad, slöt sig som sådan till yttersta vänstern samt utmärkte sig som en framstående talare i ekonomiska, tekniska och till undervisningsväsendet hörande frågor. Efter revolutionen 1848 valdes han till medlem av den provisoriska regeringen samt utnämndes till krigs- och sjöminister. På denna post och som medlem av exekutivkommittén samma år var Arago kraftigt verksam för ordningens upprätthållande. I presidentskapsfrågan var han en ivrig motståndare till Louis Napoléon och vägrade att avlägga ed till honom efter statskuppen 1851.

## Utmärkelser
- Copleymedaljen 1825 Delade priset med Peter Barlow
- Rumfordmedaljen 1850
- Nedslagskratern Arago på månen[15]
- Nedslagskratern Arago på planeten Mars[16]
- Asteroiden 1005 Arago[17]